# Hub van Doorne
Hubert Jozef (Hub) van Doorne (1 de gener de 1900, America, Països Baixos - Deurne, Països Baixos, 23 de maig de 1979) va ser un empresari i inventor neerlandès. Va ser el fundador de Aanhangwagenfabriek de Van Doorne (fàbrica de semi-tràilers) i de l'Automobielfabriek Van Doorne (fàbrica d'automòbils) coneguda com a DAF, juntament amb el seu germà Willem (Wim) van Doorne 

## Biografia

Transmissió variomatic

Van Doorne era fill del ferrer de professió Martinus van Doorne (1870-1912) i Petronella Vervoort (1866-1952). El març de 1912, la família es va traslladar a Deurne, on el seu pare va morir pocs mesos després. Després de la Primera Guerra Mundial, Hub va treballar com a conductor i mecànic per a un metge i després a la cerveseria de De Valk.
Amb el suport del director i propietari de la fàbrica de cerveseria i gelats "Coolen", Van Doorne va fundar l'1 d'abril de 1928 la Machinefabriek en Reparatie-inrichting Hub van Doorne, que a partir del 1932 va començar a produir semi-tràilers, amb el nom de Van Doorne's Aanhangwagenfabriek NV (DAF). Fundada inicialment amb el seu germà Wim van Doorne i dos empleats, al cap d'un any van donar feina a més de trenta persones. Més tard, la fàbrica es va desenvolupar com a productor de camions i automòbils. Van Doorne també va crear la transmissió variomatic i va produir el primer automòbil DAF.
Casat des de 1929 amb Rie Reijnders, amb qui va tenir cinc fills. Van Doorne va morir als 79 anys i va ser enterrat al cementiri de Jacobshof a Deurne. El 18 d'agost de 2007, el primer ministre holandès Balkenende va inaugurar a Deurne, una estàtua de Hub i la seva dona Rie.